# Synallaxe de McConnell
Synallaxis macconnelli
Espèce
Répartition géographique
Statut de conservation UICN

 LC  : Préoccupation mineure
Le Synallaxe de McConnell (Synallaxis macconnelli) est une espèce de passereaux de la famille des Furnariidae.

## Répartition et sous-espèces
Cet oiseau peuple les tepuys (Venezuela) et l'Est du plateau guyanais.
Selon la classification de référence du Congrès ornithologique international (15.1, 2025) :
- S. m. macconnelli Chubb, 1919 — tepuys ;
- S. m. obscurior Todd, 1948 — Suriname, Guyane et Amapá.

## Systématique
Le nom valide complet (avec auteur) de ce taxon est Synallaxis macconnelli Chubb, 1919.
Ce taxon porte en français le nom vernaculaire ou normalisé suivant : Synallaxe de McConnell,.

### Étymologie
Son épithète spécifique, macconnelli, ainsi que son nom vernaculaire, « de McConnell », lui ont été donnés en l'honneur de l'explorateur et collectionneur britannique Frederick Vavasour McConnell (1868-1914).